# Megachile manyara
Megachile manyara là một loài Hymenoptera trong họ Megachilidae. Loài này được Eardley & R. P. Urban mô tả khoa học năm 2006.